# Возвращение Куки
«Возвращение Куки» (чеш. Kuky se vraci) — чешский кукольный мультфильм, созданный Яном Свераком в 2010 году. Мультфильм включает в себя элементы кукольной анимации, марионеточной анимации и игры актёров.
Над созданием образов персонажей работал Якуб Дворски (Amanita Design).

## Сюжет
У 6-летнего мальчика по имени Ондро аллергия на пыль и кошек. От пыли он начинает задыхаться. Но, несмотря на это, он из своих игрушек больше всего любит Пузыря и Куки, красного плюшевого мишку, хотя они и наносят больший урон его здоровью. Но Пузыря можно постирать, а Куки состоит из опилок, да к тому же, ещё и расползается.
Именно поэтому мама Ондро не выдерживает и выбрасывает мишку.
Ондро, несмотря на запреты матери, пытался вернуть Куки обратно, но, проснувшись утром, обнаружил, что всё это было сном и мягкая игрушка уже отправляется на свалку. Пытаясь с этим смириться, Ондро начинает воображать, что же могло произойти с мишкой, который «не знает своего адреса» и не сможет вернуться домой.
Помолившись Богу, мальчик попросил, чтобы тот оживил Куки, что и произошло.
Пытаясь сбежать со свалки, Куки наткнулся на её стражей — полиэтиленовые пакеты, из-за которых его замысел чуть было не провалился.
Пакеты же стали его преследовать, утверждая, что покидать свалку — нарушение закона.
Куки попал в лес, где его нашёл и приютил на одну ночь местный страж — Капитан фон Хергот. Он-то и объяснил Куки о том, что мягких игрушек, «плюшаков», в лесу не очень любят, и что здесь, в лесу, всем заправляют божки. Божки, однако, на тот момент были встревожены — пень, который много лет стоял, не шелохнувшись, начал играть какую-то мелодию. Хергот выяснил, что это был лишь мобильный телефон и все успокоились. Тут-то и нагрянули пакеты на своём грузовике, намеревающиеся силой отправить Куки на свалку. Но Капитан вступился за несчастного, сказав, что они не должны его заставлять, если он не хочет.
Пакеты уехали ни с чем, но их остановил Анушка, пакостный божок, сын прежнего стража, при правлении которого «даже грибы боялись расти». Он заключил с ними сделку: если они помогут ему доказать всем божкам, что Хергот уже ни на что не годится, и лесу нужен новый страж, то он взамен отдаст им «плюшака». Впоследствии, им это удалось, Анушка стал новым стражем, а пакеты получили право вывозить на свалку всё искусственно созданное, оставив лесных божков без посуды и прочих средств, облегчающих их жизнь. Куки, правда, удалось сбежать, оставшись без «внутренностей.»
А Капитана негодяи вздёрнули в бутылке вниз головой.
Прошло время и божки стали проявлять недовольство, касательно нового стража, жалуясь, что пакеты воруют их вещи, а он ничего не хочет делать для их защиты. Анушка на жалобы не обратил внимания и, вдобавок, решил инсценировать побег Капитана, тем самым избавившись от него и пустив о нём ещё один дурной слух. Но один из божков, Дубок, заметил его в этот момент, и тоже стал жертвой заговора.
В это время Куки, заменивший свои внутренности перьями, поспешил на помощь Капитану. Наткнувшись на грузовик, в котором Анушка с пакетами увозили Капитана и Дубка, он по-хитрому умудрился их связать, а сам с Капитаном поехал к дереву, где было написано на древнем языке что было и что ещё случится. Там Капитан прочёл, что Куки вернётся домой, и отвёз его.
Всю эту историю, на самом деле, нафантазировал себе Ондро. И, найдя Куки у себя под кроватью, он решил, что тот и вправду вернулся. Мама Ондро была крайне удивлена такому возвращению, и решила, что если Ондро и впрямь так привязался к Куки, то не стоит их разлучать. Куки стали раз в неделю обрызгивать водой и класть в морозилку — это заменило стирку. А также ему сшили скафандр, благодаря которому Ондро мог быть с мишкой, но и не дышать пылью.
И, вот, однажды Ондро находит на улице бездомного, который очень сильно напомнил ему внешность выдуманного им Капитана фон Хергота.
Мальчик спросил, он ли это, но бездомный лишь хитро усмехнулся, тем самым не давая однозначного ответа.
Позже, катаясь на велосипеде, Ондро увидел, что этот бездомный лежит на дороге без сознания. Через какое-то время приезжает скорая помощь, и Ондро напоследок дает ему Куки, решив, что даже если бездомный и не Хергот и даже если он умрёт, а Куки снова отправят на свалку, то он там не пропадёт. Если же бездомный и вправду Хергот, то они вместе с Куки ещё наведут в лесу порядок.

## Персонажи

### Куки
Красный плюшевый мишка с большими глазами. Всегда улыбается. Умеет хорошо и высоко прыгать. Единственный среди кукольных персонажей кто контактировал с миром людей и, непосредственно, с людьми. Много знает о технике, но мало знает о природе. Имеет «аллергию на темноту». Не то, чтобы он задыхался в темноте, но на свету ему гораздо лучше. Может есть, несмотря на то, что у него нет желудка. Характер мягкий.
Сначала раздражал своей беспомощностью и бесполезностью Хергота, но потом, когда старик стал плохо видеть, стал его вторыми глазами. К концу фильма показал себя героем, способным постоять за себя и помочь окружающим. На протяжении всего сюжета хочет попасть домой.
Озвучивал мишку Ондро Шверак.

### Капитан фон Хергот
Старый, по-своему мудрый, подслеповатый страж леса. Любит природу. Имеет автомобиль и пчелиную карту. Выдрессировал белок, научил их кидаться шишками туда, куда он скажет. Знает все языки мира. Сам является игрушкой. На животе имеет надпись: «Made in China». Много курит, несмотря на то, что не имеет лёгких.
Назначил его стражем предыдущий хранитель, так как Хергот был не местный.
Хергот учил Анушку доброте и заботе о природе, но так ничему его и не научил. На протяжении мультфильма собирался проучить его за злодеяния, но так этого и не сделал.
Защитил Куки от пакетов, навлекая этим на себя насмешки со стороны недоброжелателей. Сначала отослал Куки от себя, ворча, что тот к нему прицепился, но потом сам стал просить его о помощи, так как практически ослеп. В конце стал считать Куки героем и решил сделать его своим преемником.

### Анушка
Отрицательный персонаж. Сын прежнего стража леса. Считает Хергота дураком. Хочет стать стражем вместо него. Обманами и шантажом лесных птиц добился этой цели. Глуповат. Не умеет разговаривать с животными. Любит сочинять стишки, которые потом читает пакетам, и они вместе ими восхищаются. Любит есть слизняков. Единственный кукольный персонаж с подвижной челюстью.

### Божки
Различного вида существа, которые хозяйничают в лесу. Кто-то наводит порядок, кто-то торгует ручьевой водой, а кто-то бездельничает, целый день распивая эту воду. Чаще всего божки представлены существами, созданными из природного материала. Дубок — из жёлудя, Грибки — из грибов. Но бывают и исключения. Ползун, например, состоит из проволоки.

## Работа над мультфильмом
В начале Сверак хотел создать фильм, повествующий о том, как выглядит мир глазами собаки, пережившей наводнение. Но его планы поменялись, когда он рассказал об этом своему сыну Ондро.
Мультфильм был создан под вдохновением работ чешского скульптора и художника Франтишка Скалы. Сам Скала отказался от участия в проекте.
Над техническим усовершенствованием кукол, а также над визуальными эффектами работал Якуб Дворски, создатель «Машинариума».
В процессе создания мультфильма Сверак и команда была сосредоточена также и на том, чтобы с помощью компьютерной графики стереть нитки, управляющие марионетками. «Возвращение Куки» с технической стороны является самым сложным фильмом Сверака.
Даже «Зияющая синева», самый дорогой чешский фильм содержит в три раза меньше визуальных эффектов, чем «Куки».
В мультфильме, помимо съёмок кукол использовалась также съёмка настоящих животных (бабочек, птиц, лисицы и т. д.)
Съёмки «Куки» проводились в различных местах Чешской Республики. Зимние сцены были сняты в Ештеде, съёмки в лесу проводились недалеко от Бехена. Создание началось осенью 2008 года и было запланировано на 35 дней. Но, из-за трудностей одни съёмки заняли 100 дней.
«Куки» был выбран в качестве официального представителя Чешской Республики на 45-м международном кинофестивале в Карловых Варах.